# Ángel Ganivet
Ángel Ganivet (Granada, 13 dicembre 1865 – Riga, 29 novembre 1898) è stato un filosofo, scrittore e diplomatico spagnolo, considerato il precursore della Generazione del '98.

## Biografia
Nasce a Granada il 13 dicembre 1865 nel seno di una famiglia della classe media. Suo padre, Francisco Ganivet Morcillo, è un operaio appassionato di pittura, mentre la madre, Angeles García Siles, appartenente ad una famiglia di proprietari di mulini, è amante della letteratura.
Nel 1875, in seguito alla morte del padre, Ganivet viene affidato alle cure del nonno materno andando ad abitare nel Molino de Sagra che resterà suo luogo d'elezione per tutta la vita.
Nel giugno del 1888 si laurea in Filosofia e Lettere presso l'Università di Granada, ricevendo, a settembre, il Premio straordinario come miglior studente della Facoltà. Per l'anno accademico 1888/1889 si trasferisce a Madrid per addottorarsi in Filosofia e Lettere, nonché per ultimare il corso di laurea in Giurisprudenza.
Tra marzo e aprile del 1889 supera il concorso per bibliotecario, venendo assegnato alla Biblioteca Agricola del Ministero dei Lavori Pubblici. Nello stesso anno, Nicolás Salmerón, docente di Metafisica nell'Università di Madrid, respinge la sua prima Tesi dottorale, España filosófica contemporánea. Ad ottobre Ganivet è così costretto a presentare una seconda tesi, Importancia de la lengua sánscrita, questa volta approvata dalla commissione esaminatrice.
Il 31 gennaio del 1890 riceve il premio straordinario di dottorato con un elaborato dal titolo Doctrinas varias de los filósofos sobre el concepto de causa, y verdadero origen y subjetivo valor de este concepto.
L'11 marzo si addottora in Filosofia a Madrid e poco dopo, il 24 giugno, si laurea in Giurisprudenza, con il massimo dei voti, presso l'Università di Granada.
Nel 1891 concorre ad una cattedra di Greco bandita dall'Università di Granada, senza però riuscire ad ottenerla. In quella circostanza conosce Miguel de Unamuno, anch'egli impegnato, ma con esito positivo, nelle prove concorsuali per una cattedra di Greco presso l'Università di Salamanca.
Nel 1892 conosce Amelia Roldán, con la quale intraprende una relazione sentimentale alquanto tormentata. Tra aprile e maggio supera brillantemente gli esami per accedere alla carriera diplomatica, divenendo viceconsole di Spagna ad Anversa, in Belgio, incarico che ricopre a partire dall'11 luglio. Il 14 agosto scrive il suo primo articolo, Un festival literario en Amberes, pubblicato il 21 agosto sul quotidiano El Defensor de Granada.
L'11 dicembre del 1893 nasce a Parigi sua figlia Natalia, frutto della relazione con Amelia Roldán. Il 28 febbraio dell'anno seguente la piccola Natalia muore a Saint Léger les Dormart, in Francia. Il 22 novembre nasce a Parigi il suo secondo figlio Ángel Tristán. Il 20 dicembre porta a compimento il suo primo romanzo, La conquista del reyno de Maya por el último conquistador español Pío Cid. Il 25 dicembre ascende alla carica di console di seconda classe e viene destinato a Helsinki, sede che occuperà a partire dal 31 gennaio dell'anno successivo.
Tra il 29 febbraio e il 13 aprile del 1896 scrive i dodici articoli che compongono Granada la bella, apparsi inizialmente su El Defensor de Granada, poi raccolti e pubblicati in forma di libro a Helsinki. Tra l'inizio dell'anno e ottobre compone la sua opera più conosciuta e significativa, Idearium español. Ad ottobre incomincia a redigere le Cartas finlandesas, una serie di ventidue saggi sui molteplici aspetti della vita e della cultura del popolo finlandese. Nel 1897 Porta a termine la composizione delle Cartas finlandesas. In estate l'Idearium español viene pubblicato a Granada. Durante la stagione estiva trascorsa a Granada, decide di scrivere, insieme ad un gruppo di amici con i quali forma la Cofradía del Avellano (dal nome della fontana presso cui sono soliti riunirsi), il Libro de Granada, dato alle stampe nel 1899.
Nel 1898 scrive Hombres del Norte, una serie di sei ritratti critico-letterari dedicati ad altrettanti scrittori norvegesi. L'8 giugno viene nominato console a Riga, prendendo possesso del nuovo incarico dal 10 agosto. Tra il 9 giugno e il 14 settembre intrattiene, sulle pagine de El Defensor de Granada, una corrispondenza epistolare con Unamuno sull'Idearium español, corrispondenza pubblicata nel 1912 col titolo di El porvenir de España. A settembre vengono pubblicate, in forma di libro, le Cartas finlandesas. Tra maggio e settembre escono a Madrid i due volumi del suo secondo romanzo, Los trabajos del infatigable creador Pío Cid. L'11 novembre invia il manoscritto di un dramma mistico, El escultor de su alma, da considerarsi il suo testamento letterario, rappresentato per la prima volta il 1º marzo del 1899 al teatro Isabel la Católica di Granada. Il 29 novembre, in preda ad uno stato di depressione e minato da problemi fisici, decide di togliersi la vita, a soli 32 anni, gettandosi da una nave nelle gelide acque del fiume Dvina (Riga).

## Opere
- España filosófica contemporánea, 1889
- La conquista del reino de Maya por el último conquistador español Pío Cid, 1897
- Granada la bella, 1896
- Cartas finlandesas, 1896
- Idearium español, 1897
- Los trabajos del infatigable creador Pío Cid, 1898
- Hombres del norte, 1898
- El escultor de su alma, 1906
- El porvenir de España (con M. de Unamuno), 1898